# Ivo Karel Feierabend
Ivo Karel Feierabend (* 2. března 1927, Praha) je politolog českého původu žijící v USA.
Je synem českého právníka a politika, prvorepublikového ministra Ladislava Karla Feierabenda (1891–1969). Po únoru 1948 s rodinou uprchl do Londýna, odkud pokračoval do Spojených států, kde vystudoval politické vědy. Je veteránem korejské války. Jako pedagog působil na San Diego State University v Kalifornii, kde je dosud emeritním profesorem. V roce 2009 se stal jedním z prvních nositelů Ceny Václava Bendy.